# Paraje de Cuasiermas
Cuasiermas es un paraje situado en la ribera del río Júcar, entre los términos municipales de Albacete, Madrigueras, Motilleja y Tarazona de la Mancha (España).
Se accede a través de la AB-823. Su vegetación está compuesta por distintos tipos de árboles y arbustos característicos de la zona. 
Su arqueología abarca restos de presa y molinos construidos con sillares de piedra. Destacan sus cuevas yermas, de las que deriva su nombre.
Las Brigadas Internacionales tuvieron un centro sanitario ubicado en un palacete situado en este paraje.